# آدلون
آدلون (به لاتین: Aadloun) در لبنان است که در استان جنوبی لبنان واقع شده‌است.